# دون كيرش
دون كيرش (بالإنجليزية: Don Kirsch)‏ هو لاعب كرة قاعدة أمريكي، ولد في 29 سبتمبر 1920 في بورتلاند في الولايات المتحدة، وتوفي في 7 مايو 1970.